# Wischhafener Süderelbe
Die Wischhafener Süderelbe ist ein Fließgewässer zwischen den  Gemeinden Wischhafen und Drochtersen im niedersächsischen Landkreis Stade.
Der linke Nebenfluss der Elbe entsteht am nördlichen Ortsrand von Drochtersen durch den Zusammenfluss von Gauensieker Schleusenfleth und Gauensieker Süderelbe. Er fließt von dort in nordwestlicher Richtung und mündet nordöstlich von Wischhafen in die Elbe. Westlich parallel zur Wischhafener Süderelbe verläuft die Landesstraße L 111 von Drochtersen im Süden bis Neuland im Norden und dann die B 495 von Neuland bis zum weiter nördlich gelegenen Kernort Wischhafen. Durch das Sperrwerk Wischhafen als Querbauwerk wird die Wischhafener Süderelbe von der Elbe abgegrenzt.
Unweit südöstlich der Mündung – auf dem Gebiet der schleswig-holsteinischen Stadt Glückstadt im Kreis Steinburg – erstreckt sich das 460 ha große Naturschutzgebiet
Rhinplate und Elbufer südlich Glückstadt.